# Большой Николоворобинский переулок
Большо́й Николоворо́бинский переу́лок — улица в центре Москвы в Таганском районе между улицей Воронцово Поле и Тессинским переулком.

## Происхождение названия

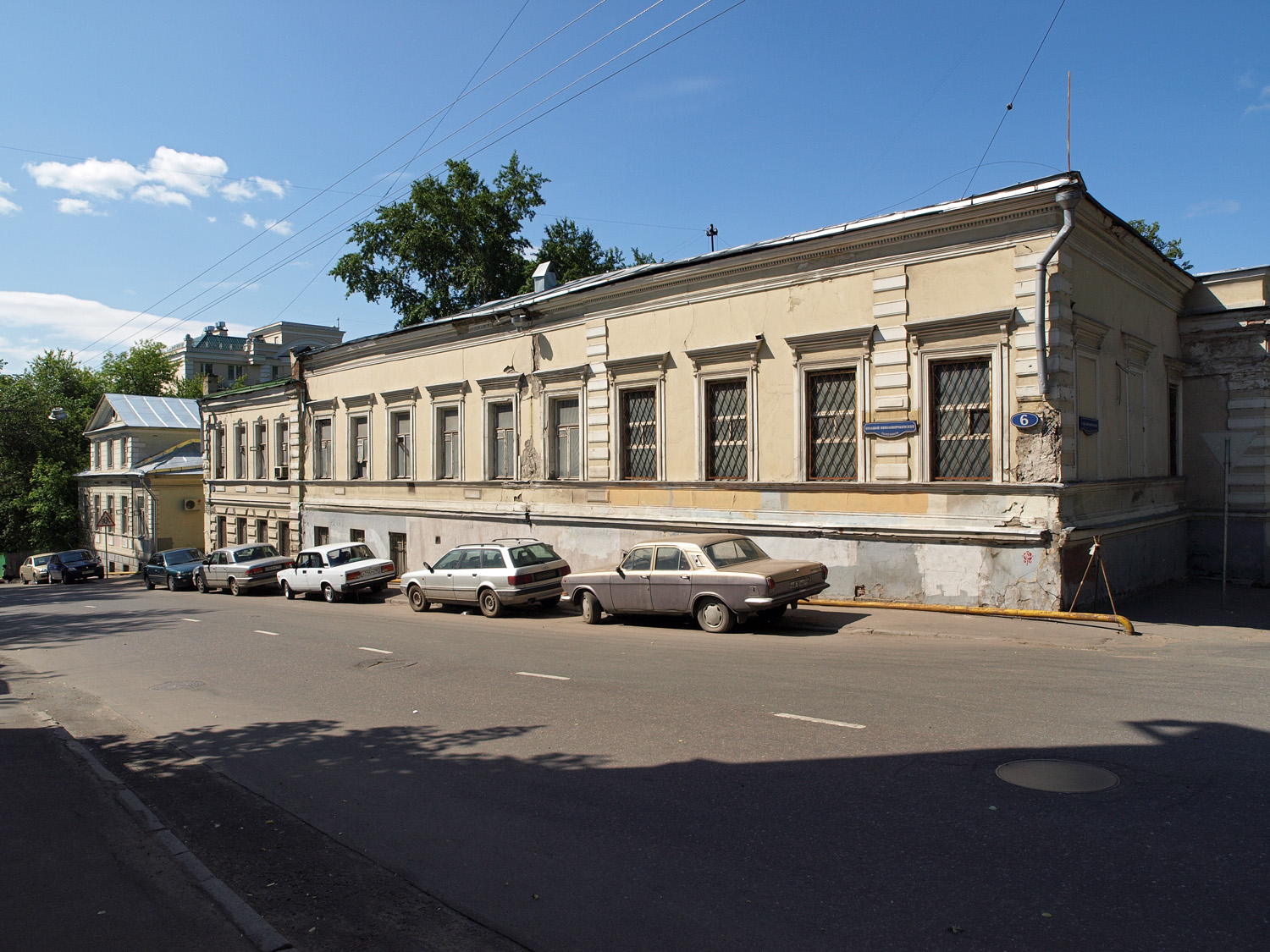
№ 6.

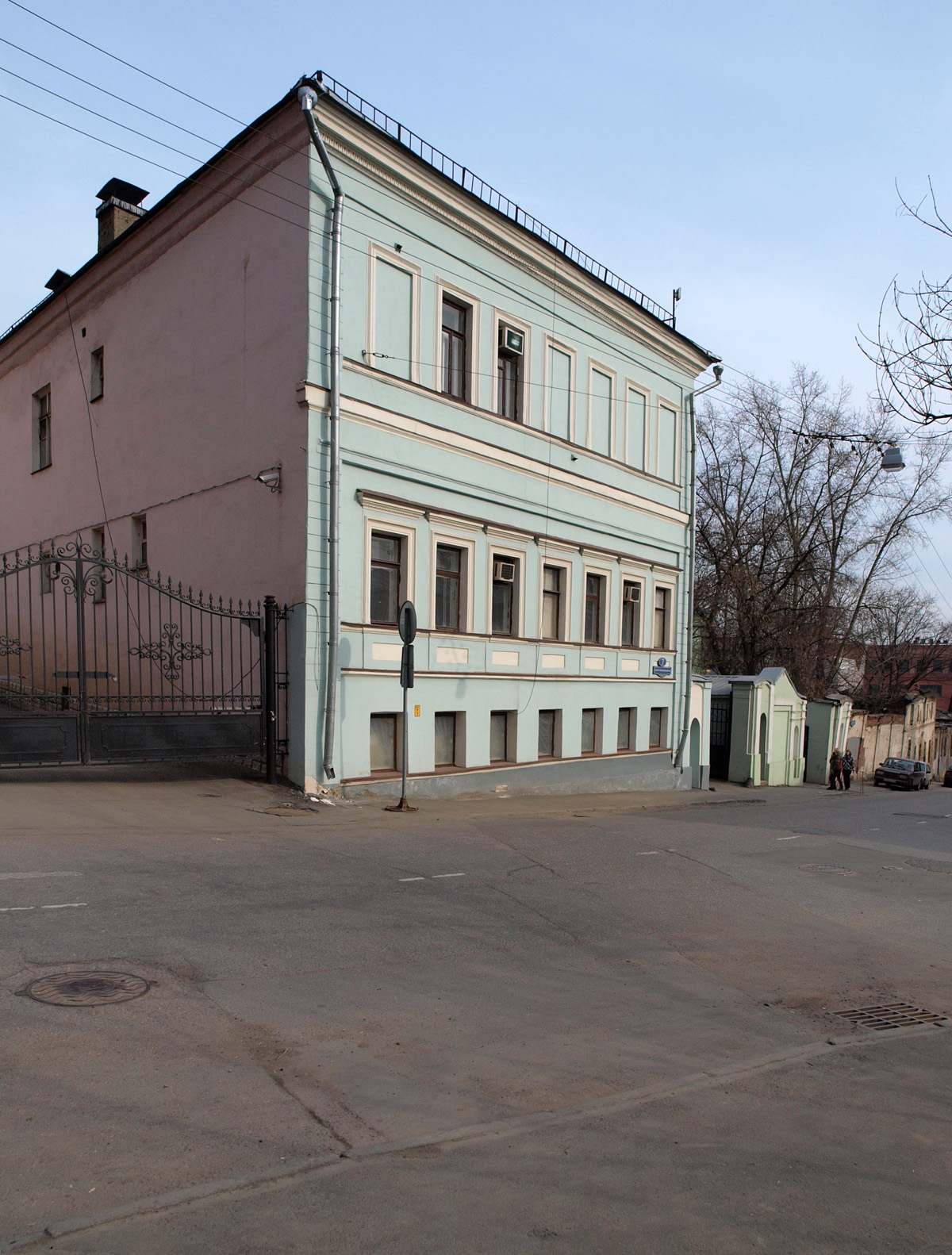
№ 7.

Название Большого и Малого Николоворобинских переулков возникло в XIX веке по церкви Николы «в Воробине», стоявшей здесь с XVII века. Церковь Николая Чудотворца в Воробине — небольшая церковь, которая строилась в 1690—1693 годах и 17 июня 1693 года была освящена патриархом Адрианом. Постройка производилась на деньги стрельцов полка Стрекалова «с приобщением дарованных царем в память рождения царевича Алексея Петровича 550 рублей». В 1697 году тут находился стрелецкий полк полковника Данилы Воробина, который со своим полком во время стрелецкого бунта сохранил верность государю, за что церковь была названа Воробинской.

## Описание
Большой Николоворобинский переулок начинается в начале улицы Воронцово Поле невдалеке от Яузского бульвара на Бульварном кольце и спускается на юг в сторону Яузы, слева к нему примыкает Малый Николоворобинский переулок и далее доходит до перекрёстка Тессинского и Серебрянического переулков, где и заканчивается. Имеет сильный уклон.

## Здания и сооружения

### По нечётной стороне
- № 7, стр. 1—7,  памятник архитектуры (региональный)[2] — городская усадьба А. И. Тессина — Н. Ф. и Э. А. Островских — С. К. Марк (XIX век), ограда с двумя воротами, парк и подпорная стена террасы парка. Здесь в клинике лечебного питания в 1930—1952 годах работал профессор М. И. Певзнер. Владение образовалось при разделе огромной усадьбы канцлера А. А. Безбородко, который проектировал здесь дом и парк по проектам Дж. Кваренги и Н. А. Львова (не осуществлены из-за смерти заказчика). В 1816—1840 годах усадьбой владел Андрей фон Тессин, при котором был выстроен существующий усадебный дом. Затем участок купил его зять Николай Федорович Островский — отец А. Н. Островского. Усадьба стала главным московским адресом драматурга: с 1841 года он жил в главном доме, в котором начал писательские опыты, а с 1849 по 1877 год — во флигеле у нижней границы владения (не сохранился). При Островском главный дом усадьбы был каменным одноэтажным, затем надстроен вторым деревянным этажом с антресолями и в таком виде дошёл до нашего времени[3]. Во второй половине XIX века усадьба меняла владельцев, в 1908 году её купил фабрикант Жучков, которому принадлежала соседняя Воробьинская бумажная фабрика. В 1892 году выстроены существующие ворота со сторожкой. В советское время постройки усадьбы занял Институт питания[4]. 
 Нынешний пользователь — ФГБУ «НИИ общественного здоровья» Российской академии медицинских наук. В критическом состоянии находятся: старый усадебный дом (строение 2) и ворота со сторожкой (строение 7). Предмет охраны памятника не определён. Притом ещё в 2010 году был разработан проект реставрации старого усадебного дома и планировалась его реализация. Охранное обязательство оформлено только в июле 2014 года. Проведение работ по сохранению усадебных построек запланировано до июля 2019 года[3].
  - № 7, стр. 1 — главный дом (1830-е; середина XIX века; 1870-е; 1880-е годы) Здесь в 1840—1849 годах жил и работал драматург А. Н. Островский. В конце 1840-х годов в этом доме у А. Н. Островского бывал актёр П. М. Садовский.
  - № 7, стр. 2 — жилой дом С. К. Марк (1884, архитектор В. А. Коссов). Здесь бывали актёры и театральные деятели К. С. Станиславский, В. И. Качалов и другие. В 1980-е годы в интерьере ещё сохранялись двери и скобянка второй половины XIX века, а также первоначальная лестница на второй этаж. Их состояние теперь неизвестно, так как здание много лет стоит закрытым, оконные проёмы заложены кирпичом, на фасадах местами осыпалась штукатурка, оголена дранка. Западный вход в дом (напротив въездных ворот) ещё недавно сохранял старинные филёнчатые двери и чугунный козырёк, сейчас обезличен[3].
  - № 7, стр. 5 и 6 — усадебные флигели (1830-е; середина XIX века; 1880-е).
  - № 7, стр. 7 — сторожка (1890-е, архитектор В. А. Коссов). Состояние ворот со сторожкой в последние годы значительно ухудшилось, установлена опора[3].
  - № 9, стр. 3 и 4 — флигели усадьбы Спиридова — Рюхардт, построенной в XIX веке под руководством архитекторов Виктора Коссова и Сергея Воскресенского[5][6].

### По чётной стороне
- № 10 — дом (19 век). Варварски снесен. Уничтожена детская спортивная площадка. На их месте построен жилой комплекс «Доходный дом». Проект сдан в 2004 году как первый в современной России доходный дом — квартиры в нём должны были сдаваться в аренду, а прибыль — направляться в бюджет города Москвы. По состоянию на 2020 год свободно арендовать квартиру в нём невозможно, здание заселено лицами, приближёнными к мэрии Москвы, из-за чего его в шутку называют «дом друзей мэра». Известен тем, что в этом доме, а также на крыше расположенного напротив него здания (Серебрянический переулок, 9) происходят события фильма «Жестокость».